# Chiara Maria Gemma
Chiara Maria Gemma (ur. 20 września 1968 w Brindisi) – włoska polityk, pedagog i wykładowczyni akademicka, posłanka do Parlamentu Europejskiego IX i X kadencji.

## Życiorys
W 1995 ukończyła pedagogikę na Università degli Studi di Lecce. Została nauczycielem akademickim na Uniwersytecie im. Aldo Moro w Bari. W latach 2015–2018 pełniła funkcję zastępczyni kierownika jednej z katedr. W pracy badawczej zajęła się zagadnieniami z zakresu analizy praktyk edukacyjnych i zawodowych, edukacji nauczycieli oraz metodyki badań edukacyjnych. Członkini m.in. SIPED (włoskiego towarzystwa pedagogicznego) oraz International Study Association on Teachers and Teaching, a także redaktorka i członkini komitetów naukowych czasopism poświęconych edukacji.
W kwietniu 2019 otrzymała pierwsze miejsce na jednej z list regionalnych Ruchu Pięciu Gwiazd w wyborach europejskich. W wyniku głosowania z maja tegoż roku uzyskała mandat eurodeputowanej IX kadencji. W 2022 zrezygnowała z członkostwa w Ruchu Pięciu Gwiazd, w tym samym roku działała w ugrupowaniu Insieme per il Futuro. W 2023 dołączyła natomiast do ugrupowania Bracia Włosi. W 2024 utrzymała mandat posłanki do Europarlamentu, gdy Giorgia Meloni zrezygnowała z jego objęcia.